# Isla Alto Velo
La isla Alto Velo es una isla del mar Caribe o Mar de las Antillas, perteneciente a la República Dominicana ubicada al suroeste del país, administrativamente incluida en la provincia de Perdernales, y a 7 millas de la isla Beata. Posee una superficie de 1,02 km², es la parte más al sur de todo el territorio nacional.

## Historia
La isla Alto Velo, al igual que la Isla Beata y el islote Los Frailes, fue descubierta por el gran Almirante Cristóbal Colón, durante su segundo viaje. Fue Cristóbal Colón quien le puso ese nombre, debido a su majestuosa silueta que se observa a grandes distancias desde el mar. Sobre el origen del nombre hay varias teorías, según algunos historiadores, el nombre Alto Velo se debe a que en las noches de luna llena se asemeja a un fantasma, según otros, se debe a que desde el mar la forma puntiaguda, triangular y elevada de la isla la asemeja a una vela de un barco, y de ahí su nombre.
También se cuenta, según la historia de la Isla Alto Velo, que Bartolomé de las Casas, al escribir la Brevísima relación de la destrucción de las Indias, la designó con el nombre de Alta Vela, la cual tiempo después causó confusiones, ya que no se sabía cómo llamarla, si Alto Velo o Alta Vela.
La pequeña isla comenzó a figurar en casi todas las cartas de navegación francesas desde el siglo XVII y en las italianas. De inmediato la isla se convirtió en una gran ruta de orientación para los navíos, tanto españoles como franceses, que navegaban rumbo a Haití, Cuba y todas las Islas del Caribe.
No existen registros de que la Isla de Alto Velo halla sido poblada en algún momento, debido a la dificultad para obtener alimentos y agua dulce para el consumo. No es hasta 1860, cuando un grupo de aventureros estadounidenses llegan a la isla en búsqueda de islas guaneras, amparándose en la ley de islas guaneras, comienzan a explotar los grandes yacimientos de guano que esta poseía y en la parte más elevada de Alto Velo, colocaron la bandera de los Estados Unidos.
Durante el gobierno de Buenaventura Báez, se armó un conflicto entre los militares dominicanos y los aventureros, ya que éstos no querían dejar la isla, pero fueron desalojados gracias a la operación llevada a cabo por Juan Alejandro Acosta.
Tiempo después, la W.T. Kendall, de la firma Patterson and Murgiendo, procedente de Baltimore, Estados Unidos, llegó a la isla Alto Velo el 23 de febrero de 1860, con la finalidad de adquirir los derechos para exportar guano. Luego de una serie de demandas, tanto en el país como en los Estados Unidos, el gobierno dominicano decidió darle el permiso a la compañía Webster & Co., de Nueva York, que de inmediato empezó a exportar guano desde Alto Velo.
La explotación que hizo la Webster fue despiadada, según un informe enviado al Departamento de Estados Americanos, el cual denunciaba que en poco tiempo se podía perder el guano de esta isla, ya que se explotaban hasta 2.000 toneladas por mes, según este informe; y efectivamente, en tan sólo 7 meses y algunos días, ya se habían extraído más de 10 000 toneladas de guano, ya que era de muy buena calidad, lo que dio paso a que casi todas las aves de Alto Velo se fueran de la isla.
Pero eso no paró ahí, ya que en 1876, el gobierno dominicano volvió a conceder el derecho de Alto Velo, pero esta vez al Sr. Mardochée Lambert, un domiciliado de París, Francia, al cual se le otorgó 10 000 toneladas más de guano.
Tiempo después fue declarada como una reserva ecológica del país, pasando a formar parte de la Cordillera Submarina de Beata y al Parque nacional Jaragua.

### Incidente de Alto Velo de 1860
El 23 de febrero de 1860, un grupo de aventureros norteamericanos, encabezados por un tal W. T. Kendall, procedentes de Baltimore, Estados Unidos y a bordo de la goleta Boston, de la firma Patterson and Murgiendo, toman posesión de la isla Alto Velo y empiezan a explotarla comercialmente. El 19 de octubre, 6 meses después, una comisión a bordo de la goleta de guerra 'Mercedes', comandada por el comandante Francisco Nio, sale hacia la isla de Alto Velo, frente a las costas de Barahona, para desalojar a los norteamericanos que se habían asentado allí e izado la bandera de su país . La comisión estuvo integrada por una compañía de artillería a las órdenes inmediatas del coronel Juan Andrés Gatón; el general Juan Evertsz, con el carácter de comisionado; José Gabriel García, secretario Consejero, y Guillermo Penson, intérprete. Los norteamericanos fueron puestos disposición de su respectivo cónsul en Santo Domingo el 29 de octubre.

## Geografía
La Isla Alto Velo es la cima más alta de los picos de la cordillera Submarina de Beata, que también forma parte del Parque nacional Jaragua, de la provincia de Pedernales.
Se encuentra geográficamente en una posición de 17º, 28 minutos latitud Norte, y una longitud de 71° 39' Oeste. Es el punto más al Sur de la República Dominicana.
Se encuentra a unas 120 millas náuticas de Santo Domingo, en dirección Suroeste, a 40 millas al sur de Pedernales, y a unas 7 millas de la isla Beata, la cual es separada por el canal de Alto Velo. A 1 km al oeste, se encuentra la pequeña isla Piedra Negra, llamada algunas veces como Alto Velito.
La isla tiene un ancho de 1.050 metros y un largo de 1.400 metros y alcanza una altura máxima de 152 metros sobre el nivel del mar, siendo la más elevada de la cordillera Submarina de Beata.

### Fauna y Flora
Los vientos alisios que pasan por la isla de este a oeste juegan un papel muy importante sobre la vegetación de la parte Oeste de la isla, donde los árboles sufren los efectos del viento y se encuentran aplastados. También, la parte Oeste es la zona donde anida el mayor número de gaviotas y Bubís. Cabe destacar que estas aves vienen de distintas partes de las Antillas y dejan una cantidad extraordinaria de excrementos "(Guano)", que a medida que transcurre el tiempo, va formando una gruesa capa sobre la arena y la roca.
La parte explanada costera del Noroeste de la isla es el lugar de anidamiento de millares de gaviotas (Sterna fuscata), constituyendo la mayor colonia de reproducción de esta ave en el país.